# 顧從德
顧從德（1519年1月20日—？），字汝脩，别號方壺山人，明代松江府（今上海）人。
正德十三年十二月二十日出生。工於刻印，好收藏印章，所集古璽印多至一千八百餘枚。另刊有《法帖欤正》、《松籌堂集》、《集古印譜》等。